# Дьоманде, Ахмед
Ахме́д Дьоманде́ (фр. Ahmed Diomandé; род. 15 декабря 2002, Мали) — малийский футболист, защитник клуба «Иттифак» (Марракеш) и сборной Мали. Участник Олимпийских игр 2024 года.

## Биография
Начал футбольную карьеру в сезоне 2022/23 в клубе «Африка футбол элит» (АФЭ), выступавшем в чемпионате Мали. С января 2024 года — игрок марокканского клуба «Иттифак» (Марракеш) из второго дивизиона.
В 2023 году был вызван в стан сборной Мали для участия в чемпионате африканских наций в Алжире, где сыграл в одной игре против Мавритании (0:1). По итогам турнира Мали не смогло выйти из группы.
Диоманде также участвовал в Кубка африканских наций (для игроков до 23 лет) в Марокко в 2023 году. На турнире малийцы заняли третье место, что дало право команде сыграть на Олимпийских играх 2024 года в Париже.
Летом 2024 года Алу Бадра Диалло включил Диоманде в состав Мали для участия в Олимпиаде 2024 года.